# Club de Fútbol Pozuelo de Alarcón
El Club de Fútbol Pozuelo de Alarcón és un equip de futbol amb seu a Pozuelo de Alarcón a la Comunitat Autònoma de Madrid. Fundat l'any 1995, l'equip juga a Tercera Divisió RFEF – Grup 7. La seu del club és l'Estadio Valle de las Cañas, que té una capacitat per a 2.000 espectadors.

## Història
El CF Pozuelo de Alarcón es va fundar l'any 1995 a partir de la fusió dels dos clubs més representatius de la ciutat de Pozuelo de Alarcón, la UD Pozuelo i el Parque Atlético Pozuelo, encara que la seva fundació va ser l'any 1995, els seus orígens es remunten al 28 d'agost de 1943.

## Temporada a temporada

### CD Pozuelo / UD Pozuelo
| Temporada | Nivell | Divisió    | Lloc | Copa del Rei |
| --------- | ------ | ---------- | ---- | ------------ |
| 1943–44   | 5      | 3a Cat.    | 7th  |              |
| 1944–45   | 6      | 3a Cat.    | 8th  |              |
| 1945–46   | 6      | 3a Cat.    | 5th  |              |
| 1946–47   | 7      | 3a Cat.    | 6th  |              |
| 1947–48   | 7      | 3a Cat.    | 6th  |              |
| 1948–49   | 7      | 3a Cat.    | 4th  |              |
| 1949–50   | 7      | 3a Cat.    | 10th |              |
| 1950–51   | 7      | 3a Cat.    | 8th  |              |
| 1951–52   | 6      | 2ª Cat. O. | 12th |              |
| 1952–53   | 7      | 3a Cat.    | 6th  |              |
| 1953–54   | 7      | 3a Cat.    | 7th  |              |
| 1954–55   | 7      | 4ª Cat.    | 9th  |              |
| 1955–56   | 7      | 4ª Cat.    | 8th  |              |
| 1956–57   | 6      | 3a Cat.    | 2n   |              |
| 1957–58   | 6      | 3a Cat.    | 5th  |              |
| 1958–59   | 6      | 3a Cat.    | 12th |              |
| 1959–60   | 6      | 3a Cat.    | 1r   |              |
| 1960–61   | 5      | 2ª Cat.    | 8th  |              |
| 1961–62   | 5      | 2ª Cat.    | 12th |              |
| 1962–63   | 5      | 2ª Cat.    | 10th |              |

| Temporada | Nivell | Divisió    | Lloc | Copa del Rei |
| --------- | ------ | ---------- | ---- | ------------ |
| 1963–64   | 4      | 1a Cat.    | 16th |              |
| 1964–65   | 5      | 2ª Cat.    | 18th |              |
| 1965–66   | 6      | 3a Cat.    | 11th |              |
| 1966–67   | 6      | 3a Cat.    | 8th  |              |
| 1967–68   | 6      | 3a Cat.    | 12th |              |
| 1968–69   | 6      | 3a Cat.    | 12th |              |
| 1969–70   | 7      | 3a Cat. O. | 8th  |              |
| 1970–71   | 7      | 3a Cat.    | 4th  |              |
| 1971–72   | 7      | 3a Cat.    | 2n   |              |
| 1972–73   | 5      | 2ª Cat.    | 4th  |              |
| 1973–74   | 5      | 1a Cat.    | 6th  |              |
| 1974–75   | 4      | Reg. Pref. | 13th |              |
| 1975–76   | 5      | 1a Cat.    | 13th |              |
| 1976–77   | 6      | 2ª Cat.    | 2n   |              |
| 1977–78   | 6      | 1a Cat.    | 6th  |              |
| 1978–79   | 6      | 1a Cat.    | 7th  |              |
| 1979–80   | 6      | 1a Cat.    | 3rd  |              |
| 1980–81   | 5      | Reg. Pref. | 15th |              |
| 1981–82   | 6      | 1a Cat.    | 13th |              |
| 1982–83   | 6      | 1a Cat.    | 9th  |              |

| Temporada | Nivell | Divisió | Lloc | Copa del Rei |
| --------- | ------ | ------- | ---- | ------------ |
| 1983–84   | 6      |         | 1r   |              |
| 1984–85   | 5      |         | 3r   |              |
| 1985–86   | 5      |         | 10è  |              |
| 1986–87   | 5      |         | 7è   |              |
| 1987–88   | 4      | 3a      | 16è  |              |
| 1988–89   | 4      | 3a      | 20è  |              |
| 1989–90   | 5      |         | 17è  |              |
| 1990–91   | 6      |         | 2n   |              |
| 1991–92   | 5      |         | 17è  |              |
| 1992–93   | 6      |         | 10è  |              |
| 1993–94   | 6      |         | 13è  |              |

- 2 temporades a Tercera Divisió

### CF Parque At. Pozuelo
| Temporada | Nivell | Divisió | Lloc | Copa del Rei |
| --------- | ------ | ------- | ---- | ------------ |
| 1975–76   | 8      |         | 4t   |              |
| 1976–77   | 8      |         | 2n   |              |
| 1977–78   | 8      |         | 14è  |              |
| 1978–79   | 8      |         | 16è  |              |
| 1979–80   | 9      |         | 7è   |              |
| 1980–81   | 9      |         | 9è   |              |
| 1981–82   | 9      |         | 9è   |              |
| 1982–83   | 8      |         | 6è   |              |
| 1983–84   | 8      |         | 3r   |              |
| 1984–85   | 8      |         | 3r   |              |

| Temporada | Nivell | Divisió | Lloc | Copa del Rei |
| --------- | ------ | ------- | ---- | ------------ |
| 1985–86   | 8      |         | 1r   |              |
| 1986–87   | 7      |         | 2n   |              |
| 1987–88   | 6      |         | 13è  |              |
| 1988–89   | 6      |         | 6è   |              |
| 1989–90   | 6      |         | 5è   |              |
| 1990–91   | 6      |         | 3r   |              |
| 1991–92   | 6      |         | 8è   |              |
| 1992–93   | 6      |         | 11è  |              |
| 1993–94   | 6      |         | 2n   |              |

### CF Pozuelo de Alarcón
| Temporada | Nivell | Divisió | Lloc | Copa del Rei |
| --------- | ------ | ------- | ---- | ------------ |
| 1994–95   | 5      |         | 8è   |              |
| 1995–96   | 5      |         | 3r   |              |
| 1996–97   | 5      |         | 15è  |              |
| 1997–98   | 6      |         | 8è   |              |
| 1998–99   | 6      |         | 9è   |              |
| 1999–2000 | 6      |         | 9è   |              |
| 2000–01   | 6      |         | 1r   |              |
| 2001–02   | 5      | Pref.   | 6è   |              |
| 2002–03   | 5      | Pref.   | 6è   |              |
| 2003–04   | 5      | Pref.   | 4t   |              |
| 2004–05   | 5      | Pref.   | 5è   |              |
| 2005–06   | 5      | Pref.   | 7è   |              |
| 2006–07   | 5      | Pref.   | 2n   |              |
| 2007–08   | 4      | 3a      | 16è  |              |
| 2008–09   | 4      | 3a      | 20è  |              |
| 2009–10   | 5      | Pref.   | 2n   |              |
| 2010–11   | 4      | 3a      | 2n   |              |
| 2011–12   | 4      | 3a      | 9è   |              |
| 2012–13   | 4      | 3a      | 5è   |              |
| 2013–14   | 4      | 3a      | 6è   |              |

| Temporada | Nivell | Divisió | Lloc     | Copa del Rei |
| --------- | ------ | ------- | -------- | ------------ |
| 2014–15   | 4      | 3a      | 10è      |              |
| 2015–16   | 4      | 3a      | 3r       |              |
| 2016–17   | 4      | 3a      | 14è      |              |
| 2017–18   | 4      | 3a      | 5è       |              |
| 2018–19   | 4      | 3a      | 16è      |              |
| 2019-20   | 4      | 3a      | 8è       |              |
| 2020-21   | 4      | 3a      | 4th / 2n |              |
| 2021–22   | 5      | 3a RFEF |          |              |

- 13 temporades a Tercera Divisió
- 1 temporada a Tercera Divisió RFEF